# Campionato mondiale di motocross 2001
Il campionato mondiale di motocross del 2001 si è disputato su 14 prove dal 18 marzo al 23 settembre 2001.
Al termine della stagione il belga Stefan Everts si è aggiudicato il titolo per la classe 500cc, Mickaël Pichon si è aggiudicato la 250cc e James Dobb ha conquistato la classe 125cc.

## Calendario
| Prova | Data         | Gran Premio                 | Località             | Vincitore 500cc  | Vincitore 250cc  | Vincitore 125cc   |
| ----- | ------------ | --------------------------- | -------------------- | ---------------- | ---------------- | ----------------- |
| 1     | 18 marzo     | Gran Premio di Spagna       | Montmeló             | Stefan Everts    | Mickaël Pichon   | James Dobb        |
| 2     | 1 aprile     | Gran Premio dei Paesi Bassi | Valkenswaard         | Joël Smets       | Mickaël Pichon   | Erik Eggens       |
| 3     | 15 aprile    | Gran Premio d'Australia     | Broadford            | Stefan Everts    | Mickaël Pichon   | James Dobb        |
| 4     | 29 aprile    | Gran Premio delle Fiandre   | Genk                 | Stefan Everts    | Gordon Crockard  | James Dobb        |
| 5     | 13 maggio    | Gran Premio di Germania     | Teutschenthal        | Joël Smets       | Mickaël Pichon   | James Dobb        |
| 6     | 27 maggio    | Gran Premio del Belgio      | Spa-Francorchamps    | Stefan Everts    | Mickaël Pichon   | James Dobb        |
| 7     | 1 luglio     | Gran Premio di Svezia       | Uddevalla            | Stefan Everts    | Gordon Crockard  | Kenneth Gundersen |
| 8     | 15 luglio    | Gran Premio di Francia      | Ernée                | Stefan Everts    | Mickaël Pichon   | Kenneth Gundersen |
| 9     | 5 agosto     | Gran Premio di Vallonia     | Namur                | Stefan Everts    | Mickaël Pichon   | James Dobb        |
| 10    | 12 agosto    | Gran Premio di Svizzera     | Roggenburg           | Marnicq Bervoets | Claudio Federici | James Dobb        |
| 11    | 19 agosto    | Gran Premio d'Europa        | Gaildorf             | Joël Smets       | Mickaël Pichon   | Luigi Seguy       |
| 12    | 2 settembre  | Gran Premio del Benelux     | Lierop               | Joël Smets       | Chad Reed        | Erik Eggens       |
| 13    | 16 settembre | Gran Premio d'Italia        | Castiglione del Lago | Joël Smets       | Mickaël Pichon   | Kenneth Gundersen |
| 14    | 23 settembre | Gran Premio d'Austria       | Kärtenring           | Joël Smets       | Mickaël Pichon   | Erik Eggens       |

## Sistema di punteggio e legenda
| Pos.  | 1  | 2  | 3  | 4  | 5  | 6  | 7 | 8 | 9 | 10 | 11 | 12 | 13 | 14 | 15 | 16 > |
| ----- | -- | -- | -- | -- | -- | -- | - | - | - | -- | -- | -- | -- | -- | -- | ---- |
| Punti | 25 | 20 | 16 | 13 | 11 | 10 | 9 | 8 | 7 | 6  | 5  | 4  | 3  | 2  | 1  | 0    |

## Classifiche finali

### 500cc

#### Piloti
| Pos. | Pilota             | Moto      | Punti |
| ---- | ------------------ | --------- | ----- |
| 1    | Stefan Everts      | Yamaha    | 295   |
| 2    | Joël Smets         | KTM       | 274   |
| 3    | Marnicq Bervoets   | Yamaha    | 211   |
| 4    | Javier Garcia Vico | KTM       | 142   |
| 5    | Jonny Lindhe       | Husqvarna | 107   |
| 6    | Peter Johansson    | KTM       | 91    |
| 7    | Shayne King        | KTM       | 89    |
| 8    | Andrew McFarlane   | Yamaha    | 81    |
| 9    | Joakim Karlsson    | Honda     | 81    |
| 10   | Avo Leok           | KTM       | 68    |

#### Costruttori
| Pos. | Costruttore | Punti |
| ---- | ----------- | ----- |
| 1    | Yamaha      | 320   |
| 2    | KTM         | 284   |
| 3    | Husqvarna   | 122   |
| 4    | Honda       | 108   |
| 5    | VOR         | 54    |
| 6    | Husaberg    | 41    |

### 250cc

#### Piloti
| Pos. | Pilota            | Moto     | Punti |
| ---- | ----------------- | -------- | ----- |
| 1    | Mickaël Pichon    | Suzuki   | 318   |
| 2    | Chad Reed         | Kawasaki | 190   |
| 3    | Gordon Crockard   | Honda    | 188   |
| 4    | Claudio Federici  | Yamaha   | 157   |
| 5    | Peter Beirer      | Yamaha   | 140   |
| 6    | Joshua Coppins    | Suzuki   | 136   |
| 7    | Frédéric Bolley   | Honda    | 133   |
| 8    | Jussi Vehvilainen | Kawasaki | 93    |
| 9    | Yves Demaria      | Yamaha   | 90    |
| 10   | Collin Dugmore    | KTM      | 72    |

#### Costruttori
| Pos. | Costruttore | Punti |
| ---- | ----------- | ----- |
| 1    | Suzuki      | 318   |
| 2    | Honda       | 230   |
| 3    | Yamaha      | 230   |
| 4    | Kawasaki    | 201   |
| 5    | KTM         | 100   |
| 6    | Husqvarna   | 48    |

### 125cc

#### Piloti
| Pos. | Pilota            | Moto      | Punti |
| ---- | ----------------- | --------- | ----- |
| 1    | James Dobb        | KTM       | 228   |
| 2    | Steve Ramon       | Kawasaki  | 182   |
| 3    | Erik Eggens       | KTM       | 171   |
| 4    | Kenneth Gundersen | KTM       | 162   |
| 5    | Luigi Seguy       | Yamaha    | 161   |
| 6    | Alessio Chiodi    | Yamaha    | 113   |
| 7    | Patrick Caps      | Yamaha    | 97    |
| 8    | Marc de Reuver    | Yamaha    | 91    |
| 9    | Thomas Traversini | Husqvarna | 77    |
| 10   | Alessandro Puzar  | Husqvarna | 77    |

#### Costruttori
| Pos. | Costruttore | Punti |
| ---- | ----------- | ----- |
| 1    | KTM         | 338   |
| 2    | Yamaha      | 231   |
| 3    | Kawasaki    | 182   |
| 4    | Husqvarna   | 124   |
| 5    | Honda       | 70    |
| 6    | Suzuki      | 10    |